# Pseudonereis
Pseudonereis is een geslacht van borstelwormen uit de familie van de zeeduizendpoten (Nereididae).

## Soorten
- Pseudonereis anomala Gravier, 1899
- Pseudonereis anomalopsis Glasby, Nu-Wei & Gibb, 2013
- Pseudonereis atopodon Chamberlin, 1919
- Pseudonereis brunnea Conde-Vela, 2018
- Pseudonereis citrina Conde-Vela, 2018
- Pseudonereis cortezi (Kudenov, 1979)
- Pseudonereis deleoni Villalobos-Guerrero & Tovar-Hernández, 2013
- Pseudonereis fauveli Conde-Vela, 2018
- Pseudonereis ferox (Hansen, 1882)
- Pseudonereis formosa Kinberg, 1865
- Pseudonereis gallapagensis Kinberg, 1865
- Pseudonereis jihueiensis Hsueh, 2021[2]
- Pseudonereis kihawensis Hsueh, 2021[2]
- Pseudonereis multisetosa Hartmann-Schröder, 1992
- Pseudonereis noodti (Hartmann-Shcroeder, 1962)
- Pseudonereis palpata (Treadwell, 1923)
- Pseudonereis podocirra (Schmarda, 1861)
- Pseudonereis pseudonoodti (Fauchald, 1977)
- Pseudonereis rottnestiana (Augener, 1913)
- Pseudonereis trimaculata (Horst, 1924)
- Pseudonereis variegata (Grube, 1857)

### Synoniemen
- Pseudonereis masalacensis (Grube, 1878) => Neanthes masalacensis (Grube, 1878)